# Kozarica (Chorwacja)
Kozarica – wieś w Chorwacji, w żupanii dubrownicko-neretwiańskiej, w gminie Mljet. W 2011 roku liczyła 28 mieszkańców.